# Anne Gibson
Anne Gibson (* 26. Oktober 1968 in Dumfries, verheiratete Anne Robertson) ist eine schottische Badmintonspielerin. 

## Karriere
Anne Gibson nahm 1996 im Dameneinzel an Olympia teil. Sie verlor dabei gleich in Runde eins und wurde somit 33. in der Endabrechnung. Bereits 1988 hatte sie die Irish Open gewonnen. In ihrer Heimat Schottland gewann sie acht nationale Titel.

## Sportliche Erfolge
| Saison | Veranstaltung                       | Disziplin   | Platz | Name                         |
| ------ | ----------------------------------- | ----------- | ----- | ---------------------------- |
| 1986   | Schottland: Juniorenmeisterschaften | Dameneinzel | 1     | Anne Gibson                  |
| 1987   | Schottland: Juniorenmeisterschaften | Dameneinzel | 1     | Anne Gibson                  |
| 1987   | Schottland: Juniorenmeisterschaften | Damendoppel | 1     | Jennifer Brown / Anne Gibson |
| 1987   | Junioren-Europameisterschaft        | Dameneinzel | 3     | Anne Gibson                  |
| 1988   | Irish Open                          | Dameneinzel | 1     | Anne Gibson                  |
| 1989   | Schottland: Einzelmeisterschaften   | Dameneinzel | 1     | Anne Gibson                  |
| 1990   | Schottland: Einzelmeisterschaften   | Dameneinzel | 1     | Anne Gibson                  |
| 1991   | Swiss Open                          | Dameneinzel | 3     | Anne Gibson                  |
| 1991   | Schottland: Einzelmeisterschaften   | Dameneinzel | 1     | Anne Gibson                  |
| 1992   | Schottland: Einzelmeisterschaften   | Dameneinzel | 1     | Anne Gibson                  |
| 1992   | Swiss Open                          | Dameneinzel | 3     | Anne Gibson                  |
| 1993   | Schottland: Einzelmeisterschaften   | Dameneinzel | 1     | Anne Gibson                  |
| 1995   | Schottland: Einzelmeisterschaften   | Dameneinzel | 1     | Anne Gibson                  |
| 1996   | Schottland: Einzelmeisterschaften   | Dameneinzel | 1     | Anne Gibson                  |
| 1996   | Olympia                             | Dameneinzel | 33    | Anne Gibson                  |
| 1997   | Schottland: Einzelmeisterschaften   | Dameneinzel | 1     | Anne Gibson                  |
| 1997   | Bulgarian International             | Dameneinzel | 1     | Anne Gibson                  |
| 1997   | Czech International                 | Dameneinzel | 1     | Anne Gibson                  |
| 1998   | Schottland: Einzelmeisterschaften   | Dameneinzel | 1     | Anne Gibson                  |